# SN 2008hw
SN 2008hw – supernowa typu Ic odkryta 7 października 2008 roku w galaktyce A223950-4008. Jej jasność pozostaje nieznana.